# Phaius australis
Phaius australis es una especie de orquídea originaria de Australia. Se encuentra desde Lake Cathie (Nueva Gales del Sur) al sureste de Queensland. Esta planta está catalogada como en peligro de extinción. Su hábitat es el bosque pantanoso cerca del nivel del mar, a menudo asociados con los árboles de melaleuca. A diferencia de la relacionada orquídea de pantano, esta planta se encuentra amenazada por la recolección ilegal.

## Descripción

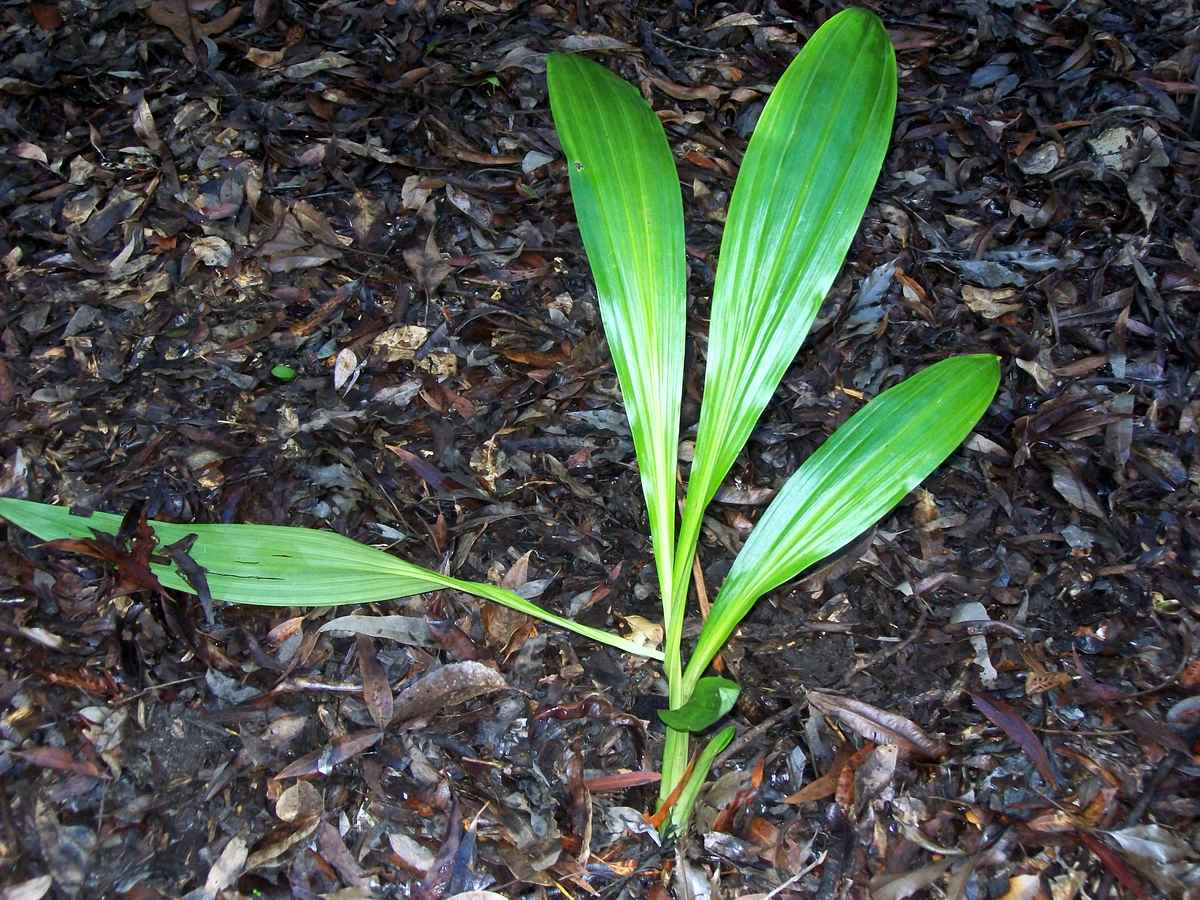
Phaius australis, Coffs Harbour, Australia

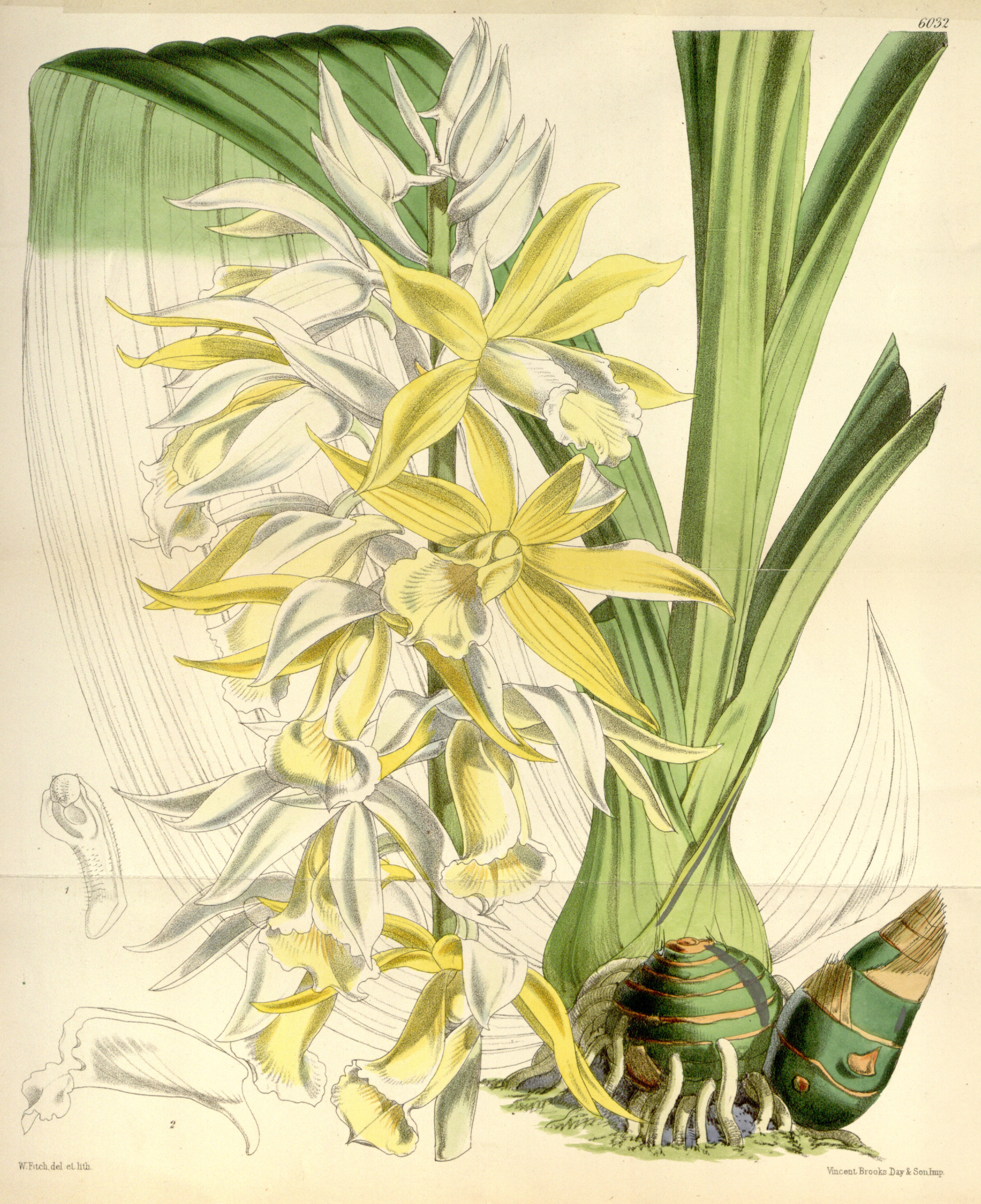
Ilustración

Phaius australis puede llegar a los 2 metros de altura. Las hojas son de 30 a 70 cm de largo y de 3 a 10 cm de ancho, en su mayoría de forma lanceolada. Tiene entre siete y cincuenta y seis hojas por brote. Los pseudobulbos son de forma ovoide y 2-7 cm de diámetro. Los lóbulos horizontales del labelo se curvan hacia dentro, pero lo hacen no formando un tubo apretado como hace Phaius tancarvilleae. Venas amarillas se ven en el lado interior de los sépalos y los pétalos horizontales.

## Cultivo
La identificación del género Phaius es una tarea particularmente desafiante y difícil. Muchas plantas están etiquetadas de forma incorrecta en los viveros o mal identificadas por los profesionales y los autores. Los híbridos se producen en el cultivo de varios tipos de Phaius.
Es una planta fácil de cultivar que prefiere semi sombra. La propagación se consigue a partir de semillas o por el corte de la base de la planta. Las flores decorativas y perfumadas se producen entre finales de agosto y octubre. Son de color marrón rojizo con amarillo. Otro método para la regeneración es la propagación del nodo de tallo de la flor. Cuando, después de la floración, el follaje se presenta, ya sea total o en secciones en un medio como el musgo sphagnum o de pie en un recipiente con agua. Las plántulas emergen de los nodos, y cuando son lo suficientemente grandes, se retiran y se colocan en macetas. Las grandes flores se producen en primavera.

## Taxonomía
Phaius australis fue descrita por Ferdinand von Mueller y publicado en Fragmenta Phytographiæ Australiæ 1: 42. 1888.
Etimología
Phaius: nombre genérico que proviene de la latinización de la palabra griega: φαιός (phaiós) que significa "oscuro", "marrón"; en referencia al color de las flores.
australis: epíteto latíno que significa "del sur".
Variedades
- Phaius australis var. bernaysii (F.Muell. ex Rchb.f.) Nicholls

Sinonimia
- Phaius australis var. australis
- Phaius grandifolius var. rowanae F.M.Bailey

var. bernaysii (F.Muell. ex Rchb.f.) Nicholls
- Phaius bernaysii F.Muell. ex Rchb.f.
- Phaius bernaysii f. idae (F.M.Bailey) T.E.Hunt
- Phaius bernaysii f. soutteri (F.M.Bailey) T.E.Hunt
- Phaius blumei var. bernaysii (F.Muell. ex Rchb.f.) Hook.f.
- Phaius grandifolius var. bernaysii (F.Muell. ex Rchb.f.) F.M.Bailey
- Phaius grandifolius f. idae F.M.Bailey
- Phaius grandifolius f. soutteri F.M.Bailey[2][9][10]